# متحف كويندزي للفنون
متحف كويندزي للفنون (بالأوكرانية: Художній музей імені Куїнджі) هو متحف للفنون يقع في مدينة ماريوبول في أوكرانيا. وهو مخصص لعرض حياة وأعمال الفنان أرخيب كويندزي، الذي ولد في المدينة. اُفتُتح المتحف في 30 أكتوبر 2010، لكن اقتراح إنشائه ظهر قبل قرن تقريباً.
دُمر المتحف خلال غارة جوية في 21 مارس 2022، أثناء حصار ماريوبول. ثلاثة أعمال أصلية لكويندزي لم تكن في المتحف في ذلك الوقت، ولكن كانت هناك أعمال لفنانين آخرين.

## معرض الصور

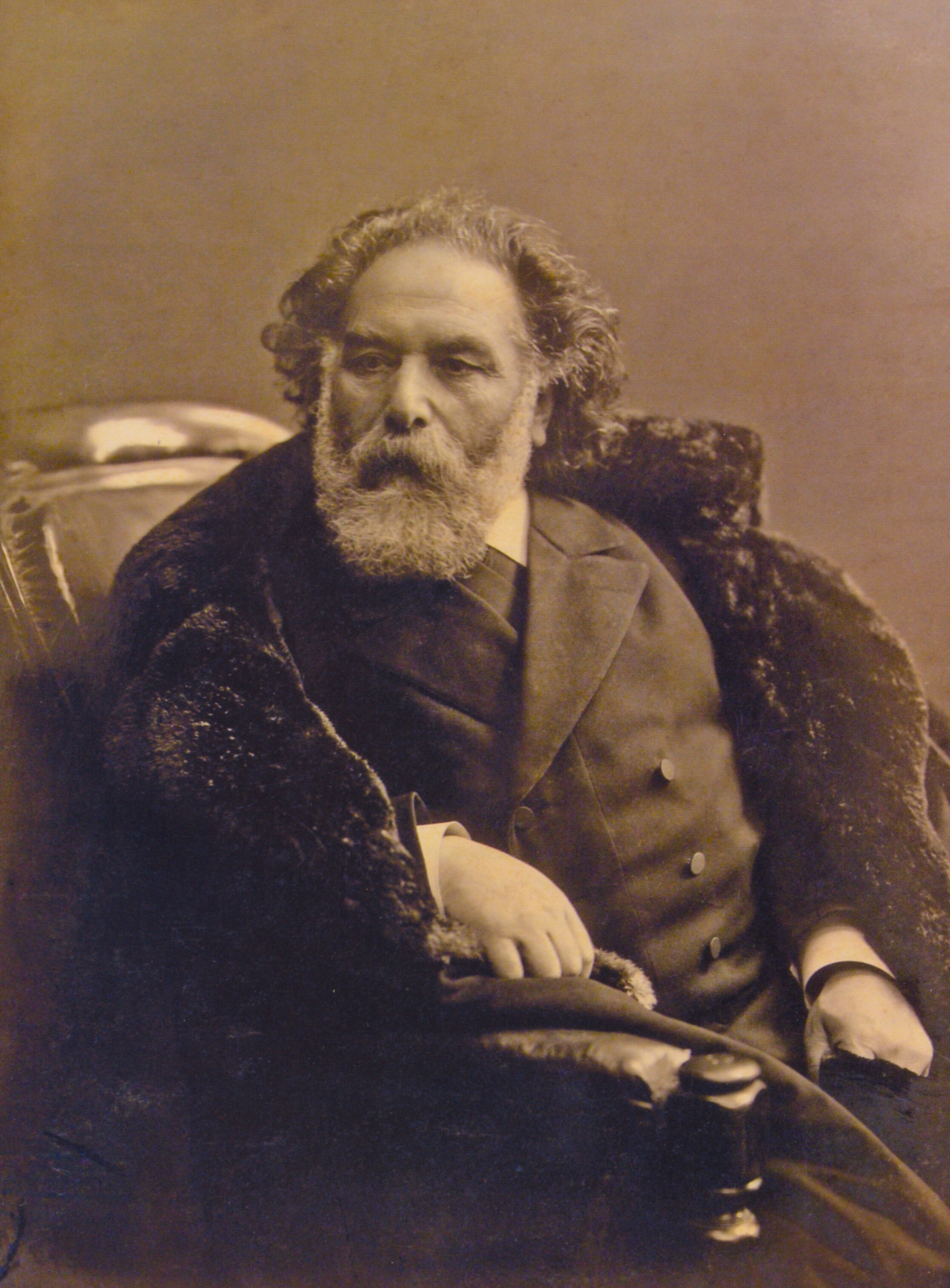
أرخيب كويندزي، حوالي 1900
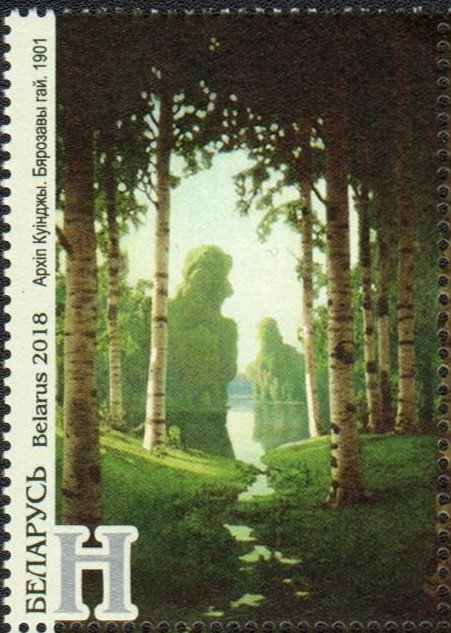
طابع بيلاروسيا 2018، بيرش جروف، كويندزي 1901
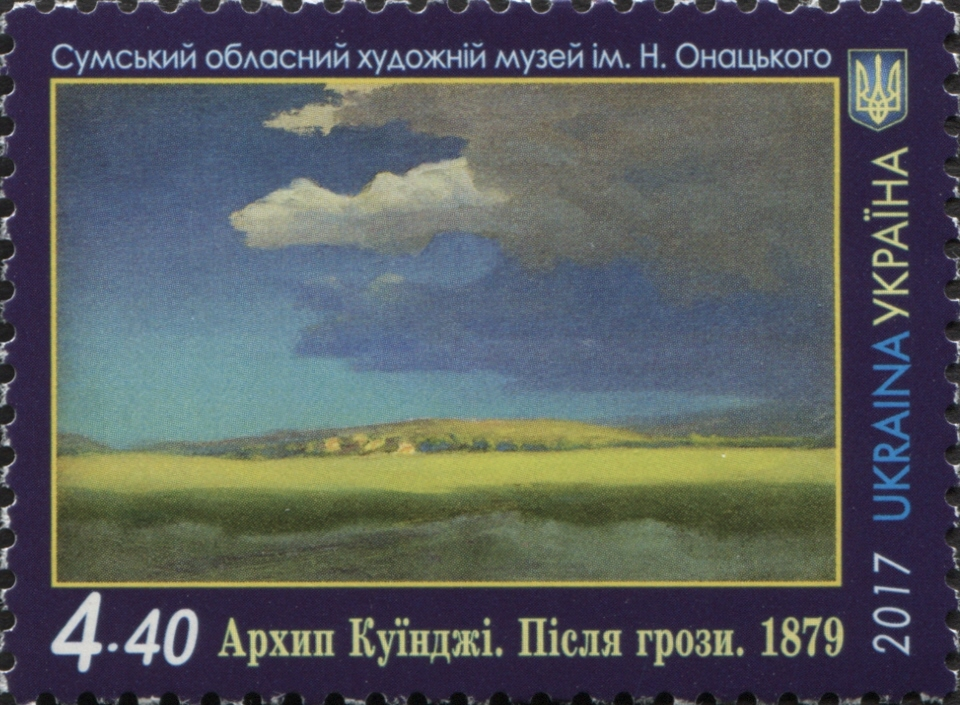
طابع أوكرانيا، بعد عاصفة رعدية، أرخيب كويندزي 1879

## وصلات خارجية
- Arkhip Kuindzhi, Part 1 – Virtual Museum Tour on يوتيوب
- Kuindzhi Art Museum, Mariupol, description and photos نسخة محفوظة 2 مارس 2023 على موقع واي باك مشين.
- The museum director was shocked when she saw what her colleague was doing